# La Joya, Guanajuato
La Joya är en ort i Mexiko.   Den ligger i kommunen Acámbaro och delstaten Guanajuato, i den södra delen av landet, 180 km väster om huvudstaden Mexico City. La Joya ligger 1 902 meter över havet och antalet invånare är 167.
Terrängen runt La Joya är kuperad söderut, men norrut är den platt. Runt La Joya är det ganska tätbefolkat, med 111 invånare per kvadratkilometer. Närmaste större samhälle är Acámbaro, 3,1 km norr om La Joya. I omgivningarna runt La Joya växer huvudsakligen savannskog.